# SARS-CoV
SARS-CoV (severe acute respiratory syndrome coronavirus) er en coronavirus, som forårsager lungesygdommen SARS. Virussen udløste en global epidemi i 2002–2003. Virussens genom blev identificeret af Centers for Disease Control and Prevention i USA i 2003.